# Station Dave-Saint-Martin
Station Dave-Saint-Martin is een spoorwegstation langs spoorlijn 162 (Namen - Aarlen - Luxemburg) in Dave, een deelgemeente van de stad Namen. Het is nu een stopplaats.
Het station stond oorspronkelijk bekend als Dave-État, gezien het op de door de Staatsspoorwegen geëxploiteerde lijn was gelegen, in tegenstelling met het op de lijn van de Nord-Belge gelegen station Dave-Nord. Deze benaming bleef nog tot in 1991 in voege, lange tijd nadat het hele net werd uitgebaat door de NMBS. Het stationsnaambeleid van de NMBS op het einde van de twintigste eeuw heeft echter de historische referentie naar de oude maatschappijen uitgewist.

## Treindienst
| Serie       | Treinsoort          | Route | Bijzonderheden                 |
| ----------- | ------------------- | --- | ------------------------------ |
| L 5750      | L-trein (NMBS)      | Namen – Dave-Saint-Martin – Sart-Bernard – Ciney                                                                                          | Rijdt in het weekend 1x/2 uur. |
| P 7670/8670 | Piekuurtrein (NMBS) | [ Namen – Dave-Saint-Martin – Sart-Bernard ] / [ Rochefort-Jemelle – [ Libramont ] / [ Rivage – Luik-Guillemins – Luik-Sint-Lambertus ] ] | Rijdt alleen op werkdagen.     |

## Reizigerstellingen
De grafiek en tabel geven het gemiddeld aantal instappende reizigers weer op een week-, zater- en zondag.
| Tabel: aantal instappende reizigers station Dave-Saint-Martin | Tabel: aantal instappende reizigers station Dave-Saint-Martin | Tabel: aantal instappende reizigers station Dave-Saint-Martin | Tabel: aantal instappende reizigers station Dave-Saint-Martin |
|                                                               | Weekdag                                                       | Zaterdag                                                      | Zondag                                                        |
| ------------------------------------------------------------- | ------------------------------------------------------------- | ------------------------------------------------------------- | ------------------------------------------------------------- |
| 1977                                                          | 43                                                            | 26                                                            | 43                                                            |
| 1978                                                          | 66                                                            | 18                                                            | 28                                                            |
| 1979                                                          | 47                                                            | 28                                                            | 40                                                            |
| 1980                                                          | 56                                                            | 46                                                            | 43                                                            |
| 1981                                                          | 84                                                            | 37                                                            | 47                                                            |
| 1982                                                          | 26                                                            | 19                                                            | 47                                                            |
| 1983                                                          | 44                                                            | 31                                                            | 41                                                            |
| 1984                                                          | 52                                                            | 47                                                            | 56                                                            |
| 1985                                                          | 55                                                            | 38                                                            | 41                                                            |
| 1986                                                          | 49                                                            | 41                                                            | 24                                                            |
| 1987                                                          | 51                                                            | 50                                                            | 47                                                            |
| 1988                                                          | 48                                                            | 52                                                            | 30                                                            |
| 1989                                                          | 53                                                            | 72                                                            | 20                                                            |
| 1990                                                          | 38                                                            | 38                                                            | 39                                                            |
| 1991                                                          | 61                                                            | 54                                                            | 33                                                            |
| 1992                                                          | 45                                                            | 45                                                            | 26                                                            |
| 1993                                                          | 60                                                            | 53                                                            | 59                                                            |
| 1994                                                          | 53                                                            | 31                                                            | 11                                                            |
| 1995                                                          | 46                                                            | 37                                                            | 31                                                            |
| 1996                                                          | 46                                                            | 29                                                            | 11                                                            |
| 1997                                                          | 55                                                            | 38                                                            | 19                                                            |
| 1998                                                          | 54                                                            | 36                                                            | 15                                                            |
| 1999                                                          | 30                                                            | 18                                                            | 8                                                             |
| 2000                                                          | 45                                                            | 30                                                            | 11                                                            |
| 2001                                                          | 28                                                            | 23                                                            | 8                                                             |
| 2002                                                          | 32                                                            | 19                                                            | 14                                                            |
| 2003                                                          | 32                                                            | 24                                                            | 10                                                            |
| 2004                                                          | 36                                                            | 28                                                            | 14                                                            |
| 2005                                                          | 41                                                            | 22                                                            | 8                                                             |
| 2006                                                          | 44                                                            | 37                                                            | 12                                                            |
| 2007                                                          | 37                                                            | 29                                                            | 7                                                             |
| 2008                                                          | -                                                             | -                                                             | -                                                             |
| 2009                                                          | 47                                                            | 18                                                            | 6                                                             |
| 2010                                                          | -                                                             | -                                                             | -                                                             |
| 2011                                                          | -                                                             | -                                                             | -                                                             |
| 2012                                                          | 67                                                            | 46                                                            | 29                                                            |
| 2013                                                          | 78                                                            | 22                                                            | 25                                                            |
| 2014                                                          | 89                                                            | 39                                                            | 15                                                            |
| 2015                                                          | 73                                                            | 17                                                            | 15                                                            |
| 2016                                                          | 60                                                            | 29                                                            | 14                                                            |
| 2017                                                          | 64                                                            | 43                                                            | 12                                                            |
| 2018                                                          | 83                                                            | 17                                                            | 11                                                            |
| 2019                                                          | 86                                                            | 36                                                            | 29                                                            |
| 2020                                                          | 63                                                            | 34                                                            | 16                                                            |
| 2021                                                          | -                                                             | -                                                             | -                                                             |
| 2022                                                          | 130                                                           | 56                                                            | 37                                                            |
| 2023                                                          | 102                                                           | 59                                                            | 30                                                            |
| 2024                                                          | 117                                                           | 46                                                            | 34                                                            |

Beez ·
Dave-Nord ·
Dave-Saint-Martin ·
Faubourg-Saint-Nicolas ·
Flawinne ·
Jambes ·
Jambes-Est ·
Marche-les-Dames ·
Namen ·
Naninne ·
Ronet ·
Velaine
0,0: Namen ·
2,1: Jambes-Oost ·
5,0: Dave-Saint-Martin ·
7,8: Naninne ·
10,9: Sart-Bernard ·
14,0: Courrière ·
16,7: Assesse ·
18,3: Florée ·
20,5: Natoye ·
26,4: Braibant ·
29,0: Ciney ·
32,0: Leignon ·
32,9: Chapois ·
39,1: Haversin ·
45,8: Hogne ·
48,9: Aye ·
51,2: Marloie ·
57,6: Rochefort-Jemelle ·
60,0: Forrières ·
62,8: Lesterny ·
65,9: Grupont ·
72,1: Mirwart ·
76,2: Poix-Saint-Hubert ·
80,0: Hatrival ·
89,7: Libramont ·
94,8: Verlaine ·
98,5: Neufchâteau ·
100,4: Hamipré ·
105,0: Cousteumont ·
107,1: Lavaux ·
111,1: Mellier ·
114,8: Marbehan ·
115,9: Rulles ·
118,5: Houdemont ·
121,6: Habay ·
125,8: Hachy ·
128,0: Fouches ·
132,7: Stockem ·
134,0: Viville ·
135,8: Aarlen ·
137,6: Weyler ·
140,3: Autelbas ·
142,6: Barnich ·
145,5: Sterpenich